# Physocleora suffusca
Physocleora suffusca là một loài bướm đêm trong họ Geometridae.